# Neißeaue
Neißeaue là một đô thị huyện Görlitz, trong bang tự do Sachsen, nước Đức. Đô thị Neißeaue có diện tích 47,29 km², dân số thời điểm ngày 31 tháng 12 năm 2006 là 1959 người.